# Runa (stripalbum)
Runa is het derde stripalbum uit de Thorgal-parallelreeks De werelden van Thorgal: De jonge jaren van Thorgal. De strip werd voor het eerst uitgegeven bij Le Lombard in 2015. Het album is getekend door Roman Surzhenko met scenario van Yann.

## Het verhaal
In het dorp van Thorgal wordt alles gereed gemaakt om Sumarblot te vieren, een feest waarin de goden worden geëerd voor de opbrengsten uit de natuur. Gandalf wil zijn dochter Aarica uithuwen en zoekt tijdens dit feest een geschikte kandidaat voor haar. Zij wil dat niet, omdat zij van Thorgal houdt. Thorgal krijgt concurrentie van een aantal geduchte kandidaten. Een onbekende, genaamd Runa, arriveert in het dorp en zaait onrust. 